# Giada Colagrande
Giada Colagrande (Pescara, Italia; 16 de octubre de 1975) es una actriz y directora de cine italiana.

## Carrera
Al comienzo de su carrera hizo tres cortometrajes, Carnaval (1997), Fetus - 4 brings death (1999) y n.3 (2000). En 2001 escribió, dirigió y protagonizó su primer largometraje, Abrimi il Cuore, que se estrenó en el Festival de Cine de Venecia 2002. En 2005 dirigió su segunda película, Before it Had a Name, que coescribió y coprotagonizó junto al reputado actor Willem Dafoe. La película se estrenó en el Festival de Cine de Venecia en 2005 y luego se exhibió en el Festival de Cine de San Sebastián y en otros festivales internacionales. Fue distribuida por todo el mundo con el título Black Widow.
En 2010 escribió y dirigió su tercera película, A Woman, protagonizada por Willem Dafoe y Jess Weixler. También se estrenó en el Festival de Cine de Venecia 2010 y luego se proyectó en muchos otros festivales de cine internacionales. En 2013 su película The Abramovic Method, en la que colabora con la artista de performance Marina Abramović, se presentó en el Festival de Cine de Venecia.
Colagrande está casada con el actor Willem Dafoe desde 2005.

## Filmografía
- Aprimi il cuore (2002)
- Before It Had a Name (2005)
- A Woman (2010)
- Bob Wilson's Life & Death of Marina Abramović (2012)
- The Abramovic Method (2013)
- Castello Cavalcanti (2013)
- Pasolini (2014)